# Melendugno
Melendugno är en ort och kommun i provinsen Lecce i regionen Apulien i Italien. Kommunen hade 10 034 invånare (2022).